# Crvica (Republika Serbska)
Crvica (cyr. Црвица) – wieś w Bośni i Hercegowinie, w Republice Serbskiej, w gminie Srebrenica. W 2013 roku liczyła 484 mieszkańców.